# La freccia nera (romanzo)
La freccia nera (The Black Arrow) è un romanzo storico avventuroso scritto da Robert Louis Stevenson nel 1883.
La prima pubblicazione fu in diciassette puntate settimanali sulla rivista Young Folks, un periodico rivolto ai giovani. Il romanzo uscirà in volume soltanto nel 1888.
Il romanzo è ambientato nell'Inghilterra del XV secolo, durante la Guerra delle Due Rose e sotto il regno di Enrico VI. 

## Trama
(Il duca di Gloucester a Dick)
A Tunstall, immaginaria località del Suffolk inglese, la campana della Moat House chiama a raccolta gli uomini di Sir Daniel Brackley, in vista dell'imminente battaglia di Risingham. Subito dopo il vecchio Nicholas Appleyard viene trafitto da una freccia nera e il delitto rivendicato da John "Aggiustatutto", che promette di riservare lo stesso trattamento a Bennet Hatch, a sir Daniel e al sacerdote Oliver Oates. Il giovane Richard Shelton (detto Dick) viene così inviato a Kettley, dove il suo padrone è acquartierato, per informarlo. Durante il tragitto di ritorno si imbatte in un ragazzo, John Matcham, che lo prega di aiutarlo a scappare da lord Daniel, il quale ha mandato alcuni uomini al suo inseguimento. Ancora ignaro della reale identità di John e dei motivi che lo inducono alla fuga, Dick accetta. Dopo una serie di peripezie, i due riescono a scongiurare il rischio di finire sia nelle mani di sir Daniel che in quelle di Ellis Duckworth, il quale non è altri che John Aggiustatutto, il capo della compagnia di fuorilegge della Freccia Nera, abitanti nella foresta di Tunstall. Poco dopo i ragazzi si imbattono però in un finto lebbroso, da cui John viene catturato. Sotto il travestimento si cela sir Daniel, così camuffatosi per non essere riconosciuto dai nemici, dal momento che la battaglia di Risingham si è rivelata una disfatta. Sir Brackley ordina a Dick e John di raggiungerlo alla Moat House. 
Qui, dove Dick è stato allevato da sir Daniel, il giovane scopre che proprio quest'ultimo è responsabile della morte di suo padre Harry. Il lord decide allora di farlo uccidere, ma Dick fugge, aiutato da John Matcham, che si rivela in realtà essere una ragazza, Joanna Sedley, ricca ereditiera contesa tra Brackley e lord Foxham, ormai innamorata di Dick, l'uomo a cui sir Daniel voleva darla in sposa. Shelton, a sua volta innamorato della donzella, si unisce allora ai fuorilegge di Ellis Duckworth, un tempo amico del padre di Dick e ingiustamente accusato del suo omicidio. La Freccia nera ha l'obiettivo di liberare il territorio dall'oppressione dei tiranni che per troppo tempo hanno angariato con le loro malefatte gli abitanti di Tunstall, e in particolare di vendicarsi di Brackley. Dick cerca di vendicare suo padre e, al contempo, di salvare Joanna, rimasta in mano a sir Daniel e promessa a lord Shoreby.
Quando Shelton scopre in quale casa, nella località di Shoreby, la fanciulla venga tenuta prigioniera, lancia nella notte un assalto contro di essa, combattendo contro uomini creduti ostili ma in realtà al soldo di lord Foxham, cui il giovane risparmia la vita dopo averlo vinto in battaglia. Assieme a Foxham e agli uomini della Freccia Nera pianifica allora un nuovo attacco: aiutato dal pirata Will "Senzalegge" ruba la nave "Buona Speranza" al capitano Arblaster, utilizzandola per la spedizione. L'impresa non riesce, l'esercito di Dick viene respinto, molti suoi uomini muoiono e la stessa "Buona Speranza", tornata al largo, si salva a stento dal naufragio.
Dick e "Senzalegge" si travestono allora da frati per entrare nella dimora di sir Brackley. Così, Shelton rivede Joanna, ma apprende da lei che l'indomani dovrà convolare a nozze con lord Shoreby. Con il pretesto di pregare sulla tomba di un nano, una spia che lo stesso Dick ha ucciso poco prima, il giovane si introduce nell'abbazia adiacente, dove alcune ore dopo dovrà aver luogo il matrimonio. In chiesa si imbatte nel reverendo Oliver, che accetta di salvarlo purché non trami in alcun modo per impedire la celebrazione. Quando gli sposi fanno il loro ingresso, alcuni uomini al servizio di Ellis Duckworth, ben nascosti, scoccano delle frecce nere, uccidendo Shoreby. Dick viene smascherato dal prete e arrestato insieme a "Senzalegge".
Portato innanzi al duca di Risingham, partigiano dei Lancaster, Shelton gli mostra una lettera segreta di Brackley che ne testimonia il tradimento. Indignato, il duca lascia andare i due prigionieri; Dick finisce nelle mani di Arblaster e dei suoi uomini, ma riesce a fuggire nella notte, imbattendosi di mattina nel duca di Gloucester Richard Crookback, futuro re d'Inghilterra come Riccardo III. Dopo averlo aiutato a sgominare una banda di aggressori lancasteriani, Shelton contribuisce al suo trionfo nella battaglia di Shoreby, venendo nominato cavaliere da Richard Crookback sul campo.  
Il neo cavaliere si mette quindi all'inseguimento dei fuggitivi superstiti dell'esercito di Brackley, perché Joanna è con loro, e riesce a farla fuggire. Prima di sposarla, vede sir Daniel cadere in disgrazia con la disfatta del suo esercito. Malgrado l'occasione di vendicarsi sia finalmente arrivata, Dick decide di risparmiarlo e lasciarlo fuggire, ma una freccia nera scoccata da Ellis Duckworth segna la resa dei conti e la morte del tiranno. È poi lo stesso Duckworth a sciogliere per sempre la Freccia Nera, ritenendo ormai ristabilita la pace a Tunstall. Dick si unisce in matrimonio con Joanna Sedley, rinunciando alla carriera militare, preferendo le gioie del focolare domestico a una vita in cui sente di non potersi più riconoscere perché lo ha portato, inevitabilmente, a causare morte e lutti. Arblaster - che Richard Crookback stava per giustiziare se Dick non ne avesse impetrato la grazia -, e "Senzalegge", ritiratisi a vita privata, trascorrono serenamente il resto dei loro giorni a Tunstall.

## Adattamenti e riduzioni

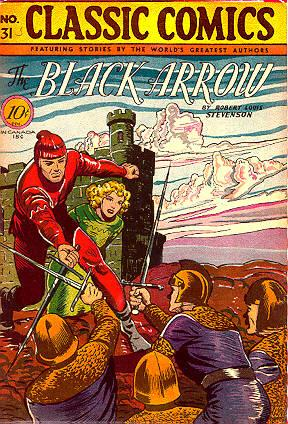
Copertina di una versione a fumetti pubblicata dalla rivista statunitense Classic Comics.

(elenco parziale)

### Cinema
- The Black Arrow, cortometraggio muto del 1911 diretto da Oscar C. Apfel
- La freccia nera (The Black Arrow), film del 1948 diretto da Gordon Douglas.

### Televisione
- La freccia nera (1968) - sceneggiato televisivo Rai diretto da Anton Giulio Majano e interpretato da Aldo Reggiani, Loretta Goggi, Arnoldo Foà e Glauco Onorato.
- La freccia nera (2006), miniserie TV con rivisitazione storica e ambientale, di scarso successo.

### Fumetti e collane per ragazzi
- La freccia nera, riduzione narrata da Cesare Giardini e illustrata da Luigi Melandri, La Scala d'oro, UTET, Torino 1938
- La freccia nera, fumetto pubblicato nel 1963 sul settimanale Corriere dei Piccoli, adattato da D. Forina e disegnato da Dino Battaglia
- La freccia nera, fumetto apparso nel 1988 sul settimanale Il Giornalino, adattato da Paola Ferrarini e disegnato da Gianni De Luca.
- La freccia "pera", parodia di Bruno Sarda e di Bargadà, pubblicato su Topolino nº 2036.

## Edizioni
- Robert Louis Stevenson, La freccia nera, traduzione di Decio Pettoello, Torino, Paravia, 1924.[1]
- Robert Louis Stevenson, La freccia nera, traduzione di Aldo Traverso, Milano, Corticelli, 1929.; Milano, Mursia, 1970
- Robert Louis Stevenson, La freccia nera, traduzione di Maria Venturini, Milano, Sonzogno, 1936.
- Robert Louis Stevenson, La freccia nera, traduzione di Emma Masci Kiesler, Milano, Paoline, 1967.
- Robert Louis Stevenson, La freccia nera, traduzione di D. C. Uccelli, Milano, La Sorgente, 1969.
- Robert Louis Stevenson, La freccia nera, traduzione di Quirino Maffi, Milano, Mondadori, 1979.
- Robert Louis Stevenson, La freccia nera, traduzione di Amy Coopmans, Milano, Accademia, 1983.
- Robert Louis Stevenson, Romanzi (1885-1889), a cura di Salvatore Rosati, Milano, Mursia, 1988.
- Robert Louis Stevenson, La freccia nera, traduzione di Mario Manzari, introduzione di Gilberto Finzi, Roma, Newton Compton, 2006, ISBN 9788804534440.
- Robert Louis Stevenson, La freccia nera, traduzione di Masolino d'Amico, Torino, Einaudi, 2006, ISBN 9788806184988.
- Robert Louis Stevenson, La freccia nera, traduzione di Elda Levi, Milano, Salani, 2006, ISBN 9788884517456.
- Robert Louis Stevenson, La freccia nera, traduzione di Giancarlo Carlotti, Milano, Giangiacomo Feltrinelli Editore, 2016, ISBN 9788807902444.